# كاميلي أوسوليفان
كاميلي أوسوليفان (بالإنجليزية: Camille O'Sullivan)‏ هي رسامة ومهندسة معمارية ومغنية وممثلة أيرلندية، ولدت في 30 ديسمبر 1974 في لندن في المملكة المتحدة.

## أعمال

### أفلام
- (2005) السيدة هندرسن تقدم

## وصلات خارجية
- الموقع الرسمي
- كاميلي أوسوليفان على موقع IMDb (الإنجليزية)
- كاميلي أوسوليفان على موقع ميوزك برينز (الإنجليزية)
- كاميلي أوسوليفان على موقع أول موفي (الإنجليزية)
- كاميلي أوسوليفان على موقع أول ميوزيك (الإنجليزية)
- كاميلي أوسوليفان على موقع ديسكوغز (الإنجليزية)
- كاميلي أوسوليفان على موقع قاعدة بيانات الفيلم (الإنجليزية)
- كاميلي أوسوليفان على موقع كينوبويسك (الروسية)